# Юг (приток Быстрого Таныпа)
Юг (баш. Йоҡ) — река в Башкортостане России. Устье реки находится 198 км по правому берегу реки Быстрый Танып. Длина реки составляет 64 км, площадь водосборного бассейна — 596 км². Высота устья — 94 м над уровнем моря.

## Притоки
(от устья)
- 4,8 км: Тибиль (пр)
- Усаклэелга (пр)
- Тагиема (лв)
- Савкияз (пр)
- 23 км: Бермуш (пр)
- Большая Бальзуга (пр)
- Малая Бальзуга (пр)
- Маллагаз (лв)
- Мыкшур (пр)
- 39 км: Кальтяевка (пр)
- Сагаль (пр)
- Шардак (пр)
- Андреевка (лв)
- Балаелга (пр)
- Маташка (пр)
- Салаевка (пр)
- Арсенов Ключ (лв)
- Элиныш (пр)
- Бадряжка (пр)
- Беляшка (пр)
- Шапочная (лв)

## Данные водного реестра
По данным государственного водного реестра России относится к Камскому бассейновому округу, водохозяйственный участок реки — Белая от города Бирск и до устья, речной подбассейн реки — Белая. Речной бассейн реки — Кама.
Код объекта в государственном водном реестре — 10010201612111100025919.